# 韋內茨 (舒門州)
韋內茨，是保加利亞東北部舒門州韋內茨市鎮的村庄及行政中心，面積24.25平方公里，2015年人口833，人口密度每平方公里34.35人。
43°33′N 26°56′E / 43.550°N 26.933°E